# Bertulania
Bertulania là một chi bướm đêm thuộc họ Erebidae. Chi này được Strand phát hiện năm 1914.